# Nordkoreanische Fußballnationalmannschaft der Frauen/Olympische Spiele
Der Artikel beinhaltet eine ausführliche Darstellung der nordkoreanischen Fußballnationalmannschaft der Frauen bei den Olympischen Sommerspielen. Nordkorea konnte an zwei der bisher fünf Turniere der Frauen bei den Olympischen Spielen teilnehmen, aber bisher noch keine Medaille gewinnen. Nordkorea ist die einzige Mannschaft, die bei zwei aufeinanderfolgenden Turnieren mit verschiedenen Spielerinnen antrat.

## Die Nationalmannschaft bei den Olympischen Spielen

### Übersicht
| Olympische Spiele in | Teilnahme bis …    | Gegner                          | Ergebnis | Trainer/in    | Bemerkungen und Besonderheiten |
| -------------------- | ------------------ | ------------------------------- | -------- | ------------- | --- |
| Atlanta 1996         | nicht qualifiziert |                                 |          |               | Da Nordkorea nicht an der WM 1995 teilgenommen hatte, konnte die Mannschaft sich nicht qualifizieren |
| Sydney 2000          | nicht qualifiziert |                                 |          |               | Da Nordkorea bereits in der Vorrunde der WM 1999 ausschied, konnte die Mannschaft sich nicht qualifizieren |
| Athen 2004           | nicht teilgenommen |                                 |          |               | In der Qualifikation an Japan gescheitert |
| Peking 2008          | Vorrunde           | Brasilien, Deutschland, Nigeria | –        | Kim Kwang-min | Als schlechtester Gruppendritter ausgeschieden |
| London 2012          | Vorrunde           | Frankreich, Kolumbien, USA      | –        | Sin Ui-gun    | Als schlechtester Gruppendritter ausgeschieden |
| Rio de Janeiro 2016  | nicht qualifiziert |                                 |          |               | Nordkorea traf in der Qualifikation für die beiden asiatischen Startplätze auf Australien, China, Japan, Südkorea und Vietnam. Durch ein 1:2 gegen Australien am vorletzten Spieltag wurde die Qualifikation verpasst. |
| Tokio 2020           | zurückgezogen      |                                 |          |               | Nordkorea sollte in der Qualifikation für die beiden asiatischen Startplätze in der dritten Runde bei einem Turnier in Südkorea gegen Myanmar, Südkorea und Vietnam antreten, zog aber aus unbekannten Gründen zurück. |
| Paris 2024           | nicht qualifiziert |                                 |          |               | In der dritten Runde der Qualifikation an Japan gescheitert. |

## Die Turniere

### Olympia 1996 in Atlanta
Für das erste Fußballturnier bei den Spielen 1996 waren neben dem Gastgeber nur die besten 7 Mannschaften der WM 1995 bzw. Brasilien anstatt der nicht startberechtigten Engländerinnen qualifiziert. Da Nordkorea nicht an den Asienspielen 1994 in Hiroshima teilgenommen hatte, bei denen sich die asiatischen Mannschaften für die WM qualifizieren konnten, hatte die Mannschaft keine Chance sich für die Olympischen Spiele zu qualifizieren.

### Olympia 2000 in Sydney
Da auch für das zweite olympische Turnier wieder nur neben dem Gastgeber die besten 7 Mannschaften der WM 1999 qualifiziert waren und Nordkorea bereits in der Gruppenphase ausschied, konnte sich die Mannschaft nicht qualifizieren.

### Olympia 2004 in Athen
Für das dritte olympische Frauenfußballturnier konnten sich die Nordkoreanerinnen ebenfalls nicht qualifizierten. Als Dritte bei einem Qualifikationsturnier, das im April 2004 in Japan ausgetragen wurde, verpassten sie die Qualifikation. Dabei besiegten sie zunächst in der Gruppenphase die Republik China (Taiwan) mit 5:0, Hongkong mit 9:0 und anschließend Singapur mit 8:0. Durch ein 0:3 im Halbfinale gegen Japan wurde dann die Qualifikation verpasst. Das für die Qualifikation nicht mehr entscheidende Spiel um Platz 3 wurde mit 3:0 gegen Südkorea gewonnen.

### Olympia 2008 in Peking
Für das Turnier in Peking mussten sich die Nordkoreanerinnen in Spielen gegen Australien sowie wieder Hongkong und die Republik China (Taiwan) qualifizieren, die in Hin- und Rückspielen im Jeder-gegen-Jeden-Modus ausgetragen wurden. Nordkorea gewann alle sechs Spiele, erzielte dabei 51 Tore, kassierte kein Gegentor und qualifizierte sich als Gruppensieger. Lediglich in den Spielen gegen Australien blieben die Ergebnisse mit jeweils 2:0 im üblichen Rahmen.
Beim olympischen Turnier trafen sie im ersten Spiel auf Nigeria und gewannen mit 1:0. Danach verloren sie aber gegen Vizeweltmeister Brasilien mit 1:2, wobei sie bereits nach 22 Minuten mit 0:2 zurücklagen und die Ergebniskorrektur erst in der vierten Minute der Nachspielzeit gelang. Gegen Weltmeister Deutschland hielten sie 85 Minuten lang das 0:0, dann gelang der erst in der 63. Minute eingewechselten Anja Mittag der Siegtreffer für die Weltmeisterinnen. Nordkorea schied damit als schlechtester Gruppendritter aus.

### Olympia 2012 in London
Obwohl Nordkorea nach den Dopingvorfällen bei der WM 2011 für die nächste Weltmeisterschaft gesperrt war, durften sie an der Qualifikation für die Olympischen Spiele teilnehmen. Das finale asiatische Qualifikationsturnier fand in der Volksrepublik China statt. Dabei gelangen Siege gegen Australien, Südkorea und Thailand. Nur gegen China und Japan wurden je ein Punkt abgegeben und damit der zweite Platz belegt, der zur Qualifikation reichte.
Bei den Spielen im Vereinigten Königreich trafen sie zunächst auf Neuling Kolumbien und gewannen mit 2:0. Dabei wurde versehentlich bei der Mannschaftsvorstellung auf der Videowand die südkoreanische Flagge gezeigt, woraufhin die nordkoreanischen Spielerinnen den Platz verließen. Erst nach einer Entschuldigung der Olympiaorganisatoren konnte das Spiel mit einer einstündigen Verspätung beginnen. Gegen Frankreich wurde dann sofort die richtige Flagge gezeigt, das Spiel aber mit 0:5 verloren, wobei die Französin Élodie Thomis das 250. olympische Tor der Frauen schoss. Durch ein anschließendes 0:1 gegen Titelverteidiger USA schied Nordkorea wie vier Jahre zuvor wieder als schlechtester Gruppendritter aus. Dabei erhielt Choe Mi-gyong 13 Minuten nach ihrer Einwechslung die Gelbe Karte und fünf Minuten später die Gelb-Rote Karte.

### Olympia 2016 in Rio de Janeiro
Für das Turnier in Rio de Janeiro qualifizierten sich bei einem Turnier im japanischen Osaka die beiden besten Mannschaften. Gegner beim am 29. Februar 2016 begonnenen Turnier waren Australien, die Volksrepublik China, Japan, Südkorea sowie Vietnam. Nordkorea startete mit zwei 1:1-Unentschieden in das Turnier. Nach einem Sieg gegen Vietnam wurde aber gegen Australien verloren und damit bereits am vorletzten Spieltag die Qualifikation verpasst.

### Olympia 2020 in Tokio
Nordkorea musste in der Qualifikation für die beiden asiatischen Startplätze erst in der dritten Runde antreten. Bei einem Turnier in Südkorea sollten die Nordkoreanerinnen gegen Myanmar, Südkorea und Vietnam antreten, zogen aber aus unbekannten Gründen zurück.

### Olympia 2024 in Paris
Die Nordkoreanerinnen mussten erst in der zweiten Runde der Qualifikation antreten, die für die Mannschaft mit einem Turnier in der Volksrepublik China begann. Mit Siegen gegen  China und Thailand sowie einem torlosen Remis gegen Südkorea wurde Nordkorea Gruppensieger. In der letzten Runde hatte Nordkorea zunächst gegen Japan Heimrecht, spielte aber im saudi-arabischen Dschidda und kam dort nur zu einem torlosen Remis. Das Rückspiel in Japan wurde mit 1:2 verloren, so dass das Olympiaticket an Japan ging.

## Statistiken

### Bilanz gegen die Olympiasieger bei Olympischen Spielen
- USA: 1 Spiel – 1 Niederlage – 0:1 Tore
- Deutschland: 1 Spiel – 1 Niederlage – 0:1 Tore
- Kanada: 0 Spiele
- Norwegen: 0 Spiele

## Spiele
Nordkorea bestritt bisher sechs Spiele bei den Olympischen Spielen. Davon wurden zwei gewonnen und vier verloren. Kein Spiel ging in die Verlängerung.
Die Nordkoreanerinnen spielten nie gegen den Gastgeber, aber einmal gegen den Titelverteidiger, der dann auch Olympiasieger wurde (2012 in der Vorrunde). Alle Spiele sind einmalig. Zwei Spiele waren die ersten, davon eins auch das bisher einzige gegen den jeweiligen Gegner.
Nordkorea spielte bisher gegen Mannschaften aller anderen Konföderationen außer Ozeanien, aber nur gegen den Afrika- und Europameister (je 1-mal). Letzterer war auch amtierender Weltmeister.
Die meisten Spiele bestritten 24 Spielerinnen, die in je drei Spielen zum Einsatz kamen. Bisher nahm keine Nordkoreanerin an zwei Turnieren teil. Dabei waren nur Ri Un-hyang und Song Jong-sun aus dem 2008er Kader wegen Doping bei der WM 2011 zur Zeit der Olympischen Spiele in London noch gesperrt. Sieben Spielerinnen des 2011er WM-Kaders standen dann aber auch im 2012 Kader für die Olympischen Spiele. Die bisher beste Torschützin ist Kim Song-hui mit zwei Toren, die sie gegen Kolumbien erzielte.
| Nr. | Datum      | Ergebnis | Gegner       | Austragungsort   | A/H/* | Anlass   | Bemerkung                                                       |
| --- | ---------- | -------- | ------------ | ---------------- | ----- | -------- | --------------------------------------------------------------- |
| 1   | 06.08.2008 | 1:0      | Nigeria      | Shenyang (CHN)   | *     | Vorrunde |                                                                 |
| 2   | 09.08.2008 | 1:2      | Brasilien    | Shenyang (CHN)   | *     | Vorrunde | Erstes Spiel einer südamerikanischen Mannschaft gegen Nordkorea |
| 3   | 12.08.2008 | 0:1      | Deutschland* | Tianjin (CHN)    | *     | Vorrunde |                                                                 |
| 4   | 25.07.2012 | 2:0      | Kolumbien    | Glasgow (GBR)    | *     | Vorrunde |                                                                 |
| 5   | 28.07.2012 | 0:5      | Frankreich   | Glasgow (GBR)    | *     | Vorrunde | Erstes Spiel gegen Frankreich, höchste Niederlage Nordkoreas    |
| 6   | 31.07.2012 | 0:1      | USA (TV)     | Manchester (GBR) | *     | Vorrunde |                                                                 |

Anmerkung: Fett gesetzte Mannschaften waren zum Zeitpunkt des Spiels Kontinentalmeister, die mit „*“ markierte Mannschaft war Weltmeister.

## Rekorde
- Jüngstes Team bei einem Turnier: 2012 mit einem Durchschnittsalter von 20 Jahren und 7 Monaten; 8 Spielerinnen nahmen einen Monat später noch an der U-20 WM teil.

Nur ein Sieg bei Olympischen Spielen ist auch ihr höchster Sieg gegen diese Mannschaft:
- Kolumbien 2:0 Vorrunde 2012

Gegen diese Mannschaften kassierte die nordkoreanische Mannschaft bei Olympischen Spielen ihre höchste Niederlage:
- Brasilien 1:2 Vorrunde 2008 – einziges Spiel gegen Brasilien
- Frankreich 0:5 Vorrunde 2012 – einziges Spiel gegen Frankreich, höchste Niederlage Nordkoreas